# MC Ren
Лоренцо Джеральд Паттерсон, відомий як MC Ren (англ. Lorenzo Jerald Patterson, нар. 14 червня 1969, Комптон, Каліфорнія, США) — американський репер, учасник реп-гурту N.W.A.

## Дискографія
- 1992: Kizz My Black Azz
- 1993: Shock of the Hour
- 1996: The Villain in Black
- 1996: I Don't Give A Damn
- 1998: Ruthless for Life
- 2009: Renincarnated